# Pazo del Faramello
El Pazo del Faramello (Pazo do Faramello en gallego) está situado sobre el cañón del río Tinto, afluente del Rio Sar, en el lugar del Faramello en el municipio de Rois (provincia de La Coruña, Galicia, España). En sus jardines se encuentra uno de los acebos más antiguos del país, símbolo que se incluye en el escudo del ayuntamiento de Rois. Pertenece a la Familia Rivero de Aguilar.
Este Pazo se encuentra a 12 km de Padrón o de Santiago de Compostela.
Un pazo es una construcción civil palaciega típica de Galicia, que en este caso se integra de forma espectacular en el entorno natural que le rodea y por ello mereció ser mencionado en la obra de la poetisa Rosalía de Castro, Camilo José Cela o alabado por Emilia Pardo Bazán.

## Historia
En el lugar dónde se sitúa el Pazo del Faramello se fundó la primera fábrica de papel de Galicia en 1710, que durante 30 años fue la única que tenía permiso para expedir papeles de la corona de Felipe V.
Otro dato de interés es que en el siglo XVIII daba trabajo a más 50 familias de la zona. 
El promotor de la construcción del Pazo del Faramello es el genovés Marqués de Piombino.
La importancia del pazo viene dada tanto por ser pionera en el ámbito industrial, como por albergar un arsenal para luchar en la guerra de la independencia contra los franceses o haber sido residencia estival del rey Alfonso XIII.
Fue visitada varias veces por Francisco Franco, por su especial unión con la familia Rivero de Aguilar, en concreto con Ramón Rivero de Aguilar.

## Descripción
Presenta innovadoras soluciones arquitectónicas para su época, como la cubierta vegetal de la real fábrica de papel o la creación de la primera presa industrial.
Alberga bienes incluidos en el catálogo cultural de Galicia, entre ellos destacamos:
- Capilla de nuestra Señora de las nieves.
- cruceros.

### La capilla
La capilla abovedada de estilo barroco rural gallego fue consagrada en 1727.
En el interior de la capilla se encuentra un retablo realizado por José Gambino, un escultor de referencia en el arte gallego que nació en el Pazo del Faramello.

### Los cruceros
Un crucero (cruceiro en gallego) es un monumento típico en Galicia, aunque también se pueden encontrar en otros lugares, como Portugal o regiones limítrofes de Galicia.
En los dominios del pazo encontramos dos cruceros. Uno de ellos es el más alto del camino portugués.

## Estilo
El estilo arquitectónico del Pazo es el barroco compostelano con influencias italianas.

## Curiosidades
En los márgenes de la finca se encuentra el famoso castro de la Reina Lupa, que según cuenta la leyenda fue la que proporcionó los toros que trasladaron el cuerpo del Apóstol Santiago hacia donde hoy se ubica la Catedral de Santiago de Compostela.
Además es el último Pazo atravesado por el Camino Portugués y por la Ruta del Mar de Arosa.